# Токмацька міська рада
Токма́цька міська́ ра́да — адміністративно-територіальна одиниця та орган місцевого самоврядування у Запорізькій області. Адміністративний центр — місто Токмак.

## Загальні відомості
Токмацька міська рада утворена в 1923 році.
- Територія ради: 32,46 км²
- Населення ради: 32 311 осіб (станом на 1 вересня 2015 року)[1]
- Територією ради протікає річка Токмачка.

## Населені пункти
Міській раді підпорядковані населені пункти:
- м. Токмак

## Склад ради
Рада складається з 34 депутатів та голови.
- Голова ради: Котелевський Ігор Вікторович
- Секретар ради: Чуб Олександр Олександрович

### Керівний склад попередніх скликань
| ПІБ                          | Основні відомості                                                                            | Дата обрання | Дата звільнення |
| ---------------------------- | -------------------------------------------------------------------------------------------- | ------------ | --------------- |
| Єрко Леонід Іванович         | Міський голова, 1947 року народження, безпартійний                                           | 26.03.2006   | 10.04.2009      |
| Котелевський Ігор Вікторович | Міський голова, 1965 року народження, освіта вища, член Партії регіонів                      | 02.08.2009   | 31.10.2010      |
| Котелевський Ігор Вікторович | Міський голова, 1965 року народження, освіта вища, член Партії регіонів                      | 31.10.2010   | 25.10.2015      |
| Котелевський Ігор Вікторович | Міський голова, 1965 року народження, освіта вища, член політичної партії «Опозиційний блок» | 25.10.2015   |                 |

Примітка: таблиця складена за даними сайту Верховної Ради України та ЦВК

### Депутати VII скликання
За результатами місцевих виборів 2015 року депутатами ради стали:

#### За суб'єктами висування
| Суб'єкт висування                                       | Кількість обраних депутатів | %     |
| ------------------------------------------------------- | --------------------------- | ----- |
| Політична партія «Опозиційний блок»                     | 16                          | 47.06 |
| Політична партія Всеукраїнське об'єднання «Батьківщина» | 7                           | 20.59 |
| Політична партія «Об'єднання „Самопоміч“»               | 3                           | 8.82  |
| Партія Блок Петра Порошенка «Солідарність»              | 3                           | 8.82  |
| Радикальна партія Олега Ляшка                           | 3                           | 8.82  |
| Політична партія «Наш край»                             | 2                           | 5.88  |

#### За округами
| № округу                                                | Прізвище, ім'я, по батькові     | Дата нар.  | Освіта              | Партійна приналежність                                        | Відомості |
| ------------------------------------------------------- | ------------------------------- | ---------- | ------------------- | ------------------------------------------------------------- | --- |
| Політична Партія «Опозиційний блок»                     |                                 |            |                     |                                                               | |
| пк                                                      | Котелевський Ігор Вікторович    | 29.07.1965 | вища                | член Політичної Партії «Опозиційний блок»                     | Токмацька міська рада, міський голова |
| 17                                                      | Капінус Сергій Анатолійович     | 10.05.1971 | професійно-технічна | член Політичної Партії «Опозиційний блок»                     | Фізична особа-підприємець |
| 22                                                      | Надточій Оксана Миколаївна      | 13.03.1974 | професійно-технічна | безпартійна                                                   | Комунальна установа Токмацька центральна районна лікарня, головний інженер |
| 31                                                      | Ходальська Тетяна Володимирівна | 10.07.1963 | вища                | безпартійна                                                   | Токмацький навчально виховний комплекс «Дошкільний навчальний заклад-загально освітньої школи 1-П ступенів № 12» Токмацької міської ради, директор                                |
| 21                                                      | Коржик Тетяна Анатоліївна       | 05.08.1972 | вища                | безпартійна                                                   | Комунальна установа "Територіальне медичне об'єднання «Обласний центр екстреної медичної допомоги та медицини катастроф» Запорізької області, фельшер                             |
| 1                                                       | Глаз'єв Євген Сергійович        | 17.02.1986 | вища                | безпартійний                                                  | Фізична особа-підприємець |
| 8                                                       | Загуменний Віктор Андрійович    | 19.03.1983 | вища                | член Політичної Партії «Опозиційний блок»                     | Токмацька міська рада, заступник міського голови |
| 15                                                      | Мащенко Ігор Геннадійович       | 06.03.1968 | вища                | безпартійний                                                  | Управління соціального захисту населення Токмацької міської ради, начальник |
| 27                                                      | Чулакова Надія Миколаївна       | 07.09.1951 | вища                | безпартійна                                                   | Токмацька міська виконавча дирекція Фонду соціального страхування з тимчасової втрати працездатності, директор                                                                    |
| 26                                                      | Яковлева Людмила Миколаївна     | 26.06.1954 | професійно-технічна | безпартійна                                                   | пенсіонер |
| 11                                                      | Хомічук Олександр Іванович      | 06.11.1954 | вища                | безпартійний                                                  | Відділення виконавчої дирекції Фонду соціального страхування від нещасних випадків на виробництві і професійного захворювання України у м. Токмаку Запорізької області, начальник |
| 16                                                      | Козявін Геннадій Вікторович     | 20.06.1966 | загальна середня    | член Політичної Партії «Опозиційний блок»                     | Фізична особа-підприємець |
| 4                                                       | Степура Сергій Андрійович       | 07.02.1959 | вища                | член Політичної Партії «Опозиційний блок»                     | Токмацька міська рада, секретар міської ради |
| 25                                                      | Шаповал Валерій Дмитрович       | 27.04.1956 | вища                | член Політичної Партії «Опозиційний блок»                     | Відділ зі справ молоді та спорту Токмацької міськох ради, начальник |
| 14                                                      | Шило Володимир Іванович         | 03.01.1953 | вища                | член Політичної Партії «Опозиційний блок»                     | Комунальне підприємство «Контакт», директор |
| 13                                                      | Пліскін Марк Михайлович         | 05.11.1949 | вища                | член Політичної Партії «Опозиційний блок»                     | пенсіонер |
| політична партія Всеукраїнське об'єднання «Батьківщина» |                                 |            |                     |                                                               | |
| пк                                                      | Матвієнко Валерія Валеріївна    | 24.04.1977 | вища                | член політичної партії Всеукраїнське об'єднання «Батьківщина» | Фізична особа-підприємець |
| 23                                                      | Площадний Олег Володимирович    | 04.03.1968 | загальна середня    | безпартійний                                                  | Фізична особа-підприємець |
| 28                                                      | Поліщук Світлана Володимирівна  | 01.10.1966 | професійно-технічна | безпартійна                                                   | Комунальна установа «Токмацька районна центральна лікарня», старша медична сестра                                                                                                 |
| 32                                                      | Пащенко Анатолій Леонідович     | 17.09.1981 | вища                | безпартійний                                                  | Залізнична станція «Великий Токмак», керівник |
| 30                                                      | Сенько Микола Васильович        | 09.04.1949 | загальна середня    | член політичної партії Всеукраїнське об'єднання «Батьківщина» | пенсіонер |
| 10                                                      | Пасєвін Віталій Валерійович     | 29.04.1980 | вища                | безпартійний                                                  | Комунальна установа «Токмацький центр первинної медіко-санітарної допомоги», лікар                                                                                                |
| 26                                                      | Нанівський Роман Романович      | 27.12.1969 | вища                | безпартійний                                                  | Об'єднання співвласників багатоквартирного будинку «Фартуна 50», голова |
| ПАРТІЯ "БЛОК ПЕТРА ПОРОШЕНКА «СОЛІДАРНІСТЬ»             |                                 |            |                     |                                                               | |
| пк                                                      | Джіоєв Давид Гурамович          | 02.08.1989 | вища                | член ПАРТІЇ "БЛОК ПЕТРА ПОРОШЕНКА «СОЛІДАРНІСТЬ»              | Товариство з обмеженою відповідальністю «УК ДГД ГРУП», генеральний директор |
| 12                                                      | Чуб Олександр Олександрович     | 05.10.1962 | вища                | безпартійний                                                  | Товариство з обмеженою відповідальністю «Хліб Токмака», виконавчий директор |
| 13                                                      | Плаксіна Олена В'ячеславівна    | 15.02.1980 | вища                | безпартійна                                                   | Товариство з обмеженою відповідальністю «Агроакцент», директор |
| Політична партія "Об'єднання «САМОПОМІЧ»                |                                 |            |                     |                                                               | |
| пк                                                      | Бобринок Вікторія Анатоліївна   | 07.07.1978 | вища                | член Політичної партії "Об'єднання «САМОПОМІЧ»                | Фізична особа-підприємець |
| 2                                                       | Мікша Владислав Станіславович   | 20.10.1972 | вища                | безпартійний                                                  | Фізична особа-підприємець |
| 11                                                      | Куцериб Володимир Андрійович    | 02.02.1961 | вища                | безпартійний                                                  | Фізична особа-підприємець |
| Радикальна партія Олега Ляшка                           |                                 |            |                     |                                                               | |
| пк                                                      | Лукаш Вадим Олександрович       | 21.01.1986 | вища                | член Радикальної партії Олега Ляшка                           | тимчасово не працює, голова Токмацької районної організації Радикальної партії Олега Ляшка                                                                                        |
| 6                                                       | Глущенко Станіслав Анатолійович | 01.10.1972 | вища                | безпартійний                                                  | ПП Глущенко, керівник |
| 22                                                      | Івченко Сергій Володимирович    | 08.12.1988 | вища                | член Радикальної партії Олега Ляшка                           | тимчасово не працює |
| Політична партія «Наш край»                             |                                 |            |                     |                                                               | |
| пк                                                      | Ніколаєнко Микола Миколайович   | 19.09.1955 | вища                | член Політичної партії «Наш край»                             | філія «Токмацький райавтодор» ДП «Запорізький облавтодор», начальник |
| 10                                                      | Кюрджиєв Ігор Харалампійович    | 06.09.1980 | вища                | член Політичної партії «Наш край»                             | виконконавчий комітет Токмацької міської ради, начальник відділу розвитку інфраструктури міста, головний архітектор                                                               |

### Депутати VI скликання
За результатами місцевих виборів 2010 року депутатами ради стали:

#### За суб'єктами висування
| Суб'єкт висування                                       | Кількість обраних депутатів | %    |
| ------------------------------------------------------- | --------------------------- | ---- |
| Партія регіонів                                         | 28                          | 77,8 |
| Комуністична партія України                             | 4                           | 11,1 |
| Політична партія Всеукраїнське об'єднання «Батьківщина» | 2                           | 5,6  |
| Політична партія «Сильна Україна»                       | 2                           | 5,6  |

#### За округами
| № округу                                                | Прізвище, ім'я, по батькові       | Дата визнання обраним | Освіта             | Партійна приналежність                        | Відомості про обраного депутата                                 |
| ------------------------------------------------------- | --------------------------------- | --------------------- | ------------------ | --------------------------------------------- | --------------------------------------------------------------- |
| Комуністична партія України                             |                                   |                       |                    |                                               |                                                                 |
| б/м                                                     | Обудьоний Василь Захарович        | 05.11.2010            | середня спеціальна | член Комуністичної партії України             | пенсіонер                                                       |
| б/м                                                     | Яковенко Володимир Володимирович  | 05.11.2010            | вища               | член Комуністичної партії України             | ВАТ АТП 12308, директор                                         |
| 13                                                      | Юрченко Андрій Іванович           | 05.11.2010            | середня спеціальна | член Комуністичної партії України             | пенсіонер                                                       |
| 14                                                      | Вітер Вадим Борисович             | 05.11.2010            | вища               | позапартійний                                 | Райміський військкомат, військовий комісар                      |
| Партія регіонів                                         |                                   |                       |                    |                                               |                                                                 |
| б/м                                                     | Степура Сергій Андрійович         | 05.11.2010            | вища               | член Партії регіонів                          | Токмацька міська рада, секретар                                 |
| б/м                                                     | Вовненко Євген Вікторович         | 05.11.2010            | вища               | член Партії регіонів                          | міський відділ освіти, начальник відділу освіти                 |
| б/м                                                     | Загуменний Віктор Андрійович      | 05.11.2010            | вища               | член Партії регіонів                          | Токмацька міська рада, керуючий справами виконкому міської ради |
| б/м                                                     | Майсак Віта Олександрівна         | 05.11.2010            | вища               | член Партії регіонів                          | приватний підприємець                                           |
| б/м                                                     | Шпагін Олександр Георгійович      | 05.11.2010            | вища               | член Партії регіонів                          | КП «Міський ринок», директор                                    |
| б/м                                                     | Івахненко Галина Миколаївна       | 05.11.2010            | вища               | член Партії регіонів                          | Центр дитячої юнацької творчості, директор                      |
| б/м                                                     | Лук'яненко Юлія Сергіївна         | 05.11.2010            | вища               | член Партії регіонів                          | відділ земельних ресурсів, начальник відділу                    |
| б/м                                                     | Дуйловський Володимир Миколайович | 05.11.2010            | вища               | член Партії регіонів                          | ТОВ «УкраЛан», начальник цеху з переробки                       |
| б/м                                                     | Пліскін Марк Михайлович           | 05.11.2010            | середня            | член Партії регіонів                          | філія ДОТ «Сонячний», директор                                  |
| б/м                                                     | Гослінський Сергій Сергійович     | 05.11.2010            | вища               | член Партії регіонів                          | міський відділ освіти, начальник господарчої групи              |
| б/м                                                     | Гула Андрій Сергійович            | 05.11.2010            | вища               | член Партії регіонів                          | Токмацька міська рада, головний спеціаліст юрисконсульт         |
| б/м                                                     | Вінніченко Дмитро Михайлович      | 05.11.2010            | вища               | член Партії регіонів                          | ДП «Токмак Плюс» ПП «Токмак-Центр», юрисконсульт                |
| 1                                                       | Фененко Олександр Анатолійович    | 05.11.2010            | вища               | член Партії регіонів                          | ПП «Фененко», підприємець                                       |
| 2                                                       | Дружинець Андрій Олександрович    | 05.11.2010            | вища               | член Партії регіонів                          | загальноосвітня школа № 10, директор                            |
| 3                                                       | Савчук Валерій Анатолійович       | 05.11.2010            | вища               | член Партії регіонів                          | ВАТ «Сільгосптехніка», директор                                 |
| 4                                                       | Дублій Микола Михайлович          | 05.11.2010            | середня            | член Партії регіонів                          | приватне підприємство                                           |
| 5                                                       | Шаповал Валерій Дмитрович         | 05.11.2010            | вища               | член Партії регіонів                          | ДЮСШ, директор                                                  |
| 6                                                       | Борцов Павло Вікторович           | 05.11.2010            | вища               | позапартійний                                 | Виконком, начальник відділу                                     |
| 7                                                       | Марусенко Василь Васильович       | 05.11.2010            | вища               | член Партії регіонів                          | ЦРЛ, лікар                                                      |
| 8                                                       | Шило Володимир Іванович           | 05.11.2010            | вища               | член Партії регіонів                          | КП «Контакт», директор                                          |
| 9                                                       | Мащенко Ігор Геннадійович         | 05.11.2010            | вища               | член Партії регіонів                          | Центр занятості населення, заступник директора                  |
| 10                                                      | Баліоз Микола Авксентійович       | 05.11.2010            | вища               | член Партії регіонів                          | КП «Центр», директор                                            |
| 11                                                      | Ганус Володимир Миколайович       | 05.11.2010            | вища               | член Партії регіонів                          | ТМТ ЗНТУ, заступник директора                                   |
| 12                                                      | Баглай Олександр Миколайович      | 05.11.2010            | вища               | член Партії регіонів                          | Міська рада, заступник голови                                   |
| 15                                                      | Чулакова Надія Миколаївна         | 05.11.2010            | вища               | позапартійна                                  | Соцстрах, директор                                              |
| 16                                                      | Ситник Володимир Петрович         | 05.11.2010            | вища               | член Партії регіонів                          | загальноосвітня школа № 6, директор                             |
| 17                                                      | Хіора Олександр Леонідович        | 05.11.2010            | вища               | член Партії регіонів                          | ТОВ «Укртелеком», начальник дільниці                            |
| 18                                                      | Товкач Анатолій Миколайович       | 05.11.2010            | вища               | член Партії регіонів                          | КП «Водопровідник», директор                                    |
| Політична партія Всеукраїнське об'єднання «Батьківщина» |                                   |                       |                    |                                               |                                                                 |
| б/м                                                     | Ахрамєєв Василь Никифорович       | 05.11.2010            | вища               | член Всеукраїнського об'єднання «Батьківщина» | пенсіонер                                                       |
| б/м                                                     | Чуб Олександр Олександрович       | 05.11.2010            | вища               | член Всеукраїнського об'єднання «Батьківщина» | ТОВ «Хліб Токмака», виконавчий директор                         |
| Політична партія «Сильна Україна»                       |                                   |                       |                    |                                               |                                                                 |
| б/м                                                     | Джіоєв Гурам Данилович            | 05.11.2010            | вища               | член Політичної партії «Сильна Україна»       | ТОВ «Хліб Токмака», генеральний директор                        |
| б/м                                                     | Левчук Микола Леонідович          | 05.11.2010            | вища               | член Політичної партії «Сильна Україна»       | приватний підприємець                                           |